# Looper
Looper är en amerikansk science fiction actionfilm från 2012, skriven och regisserad av Rian Johnson. I filmen medverkar bl.a. Bruce Willis, Joseph Gordon-Levitt och Emily Blunt.

## Handling
I ett dystopiskt Kansas City år 2044 jobbar Joseph "Joe" Simmons som looper åt maffian, en yrkesmördare som skjuter folk sända tillbaka från år 2074. Maffians ledare, Abe, är sänd från framtiden. En arbetskamrat till Joe varnar honom då en av arbetskamratens mål sagt att en Rainmaker i framtiden håller på att utplåna alla loopers. Vidare pensionerar sig Joe i Shanghai, där han jobbar åt den lokala maffian när hans pengar är slut. Åter i USA utspelar sig en jakt mellan Joe och Old Joe, där Joe hamnar på en avlägsen bondgård med Sara Rollins och dennes son.

## Rollista
| Joseph Gordon-Levitt | – Joe           |
| Bruce Willis         | – Joe som äldre |
| Emily Blunt          | – Sara          |
| Pierce Gagnon        | – Cid           |
| Noah Segan           | – Kid Blue      |
| Paul Dano            | – Seth          |
| Jeff Daniels         | – Abe           |
| Piper Perabo         | – Suzie         |
| Garret Dillahunt     | – Jesse         |
| Tracie Thoms         | – Beatrix       |